# Troje z Prostokwaszyna
Troje z Prostokwaszyna (ros. Трое из Простоквашино, Troje iz Prostokwaszyno) – radziecki film animowany z 1978 roku w reżyserii Władimira Popowa stworzony na podstawie powieści Eduarda Uspienskiego pt. Wujek Fiodor, pies i kot. Jest to pierwszy film z serii. Następne dwa Wakacje w Prostokwaszynie (1980) oraz Zima w Prostokwaszynie (1984) stanowią uzupełnienie całości.

## Fabuła
Głównym bohaterem serii jest mały chłopiec, nazywany wujkiem Fiodorem, ponieważ jest zbytnio poważny. Po tym jak jego rodzice nie pozwalają mu trzymać w domu mówiącego kota Matroskina, chłopiec postanawia uciec. Razem z psem Szarikiem udają się do miejscowości Prostokwaszyno. Tam czeka ich wiele przygód, niektóre z udziałem niezdarnego listonosza Piecusia.

## Obsada (głosy)
- Marija Winogradowa jako Fiodor
- Oleg Tabakow jako kot Matroskin
- Lew Durow jako pies Szarik
- Walentina Tałyzina jako mama
- Gierman Kaczin jako tata
- Boris Nowikow jako listonosz Pieczkin (Piecuś)

## Literatura
- Uspienski Eduard, Troje z Prostokwaszyna, Wydawnictwo BIS[1].